# Aniversario de Malasia
Día de Malasia o aniversario de Malasia ( en malayo: Hari Malaysia ) es el día festivo celebrado el 16 de septiembre de cada año para conmemorar el establecimiento de la federación de Malasia de 1963. Esta conmemoración da lugar a que los gobiernos de Malaya, Borneo del Norte (que pasó a llamarse Sabah), Sarawak y Singapur se unieran bajo un estado. Sin embargo, Singapur fue expulsado de la federación dos años después, el 9 de agosto de 1965.

## Historia
La fecha prevista para la formación de esta nueva federación era para el 1 de junio de 1963, que fue pospuesta hasta el 31 de agosto de 1963, coincidiendo con el sexto aniversario de Hari Merdeka . Debido a las objeciones de los estados limitrófes de Indonesia y Filipinas a la formación de Malasia; la declaración tuvo que retrasarse nuevamente hasta el 16 de septiembre del mismo año. El aplazamiento le dio tiempo a las Naciones Unidas para realizar una misión de investigación en Borneo del Norte y Sarawak con respecto a la participación de estos dos Estados en esta nueva federación.
Tanto en Borneo del Norte como en Sarawak nunca hubo un referéndum acerca de la federación. Singapur celebró un referéndum el 1 de septiembre de 1962, y las tres opciones respaldaron la integración en Malasia.
La formación de Malasia se realizó sobre la base del Acuerdo de Malasia, firmado en 1963 por el Reino Unido, la Federación de Malaya, Sarawak, Borneo del Norte y Singapur. Este Acuerdo estableció los términos y condiciones para que los Estados componentes se confederen bajo una nueva constitución. Este Acuerdo incluía en sus anexos el "Proyecto de ley de Malasia" (Anexo A) y las constituciones de Sabah (Anexo B), Sarawak (Anexo C) y Singapur (Anexo D).
Antes de la formación de Malasia, Sarawak obtuvo el derecho a autogobernarse el 22 de julio de 1963 .
El "Proyecto de Ley de Malasia" se presentó en el Parlamento malayo el 9 de julio de 1963 y recibiendo los consentimientos de Tuanku Syed Putra, y de Yang di-Pertuan Agong el 29 de agosto de 1963.
Borneo del Norte (ahora Sabah ) solo se convirtió en gobierno autónomo a partir del 31 de agosto de 1963, que coincidió con el sexto aniversario de la independencia malaya del Imperio Británico siendo además, la fecha original prevista del Acuerdo de Malasia.
Los dos primeros aniversarios de conmemoración se celebraron extraoficialmente en 1973, respectivamente, que marca una década (10.º aniversario) de la existencia de la federación y también 15 años después, en 1988, que marca el jubileo de plata (25.º aniversario) de la independencia de los estados de Sabah y Sarawak a través de su adhesión a la federación como estados miembros.
Antes de 2010, el Día de Malasia se observaba como feriado público estatal solo en los gobiernos de Sabah y Sarawak (con aniversarios de conmemoración no oficiales posteriores en 1993: jubileo de perlas o 30 aniversario, 1998: jubileo de coral o 35 aniversario, 2003: jubileo de rubí o 40 aniversario y el último fue en 2008 - jubileo de zafiro o 45 aniversario), pero un día patriótico no oficial de observancia marcado a nivel nacional (el cual marca final de la observancia anual del Mes de la Independencia de agosto a septiembre) y solo el aniversario de la formación de la nación.
El primer ministro Najib Razak tomó la decisión después de una sesión de preguntas y respuestas en el Parlamento el 19 de octubre de 2009, dando a los malayos dos celebraciones relacionadas con la independencia y soberanía del país. A partir del año 2010, el Día de Malasia se convirtió en un día festivo nacional.
Las celebraciones inaugurales tan solo comenzaron en 2011, en el que Hari Merdeka se celebró aunque simultáneamente solo para ese año (ya que se retrasó por un límite de tiempo de 2 semanas de retraso), ya que la fecha anual del 31 de agosto de ese año coincidió o se interpuso con las celebraciones de Eid-ul-Fitr de ese año.
Las celebraciones de 2013 fueron la observancia oficial del jubileo de oro que conmemora simbólicamente los sacrificios de los agentes de seguridad de la nación, en el que se convirtió en el foco principal y el tema en respuesta a las consecuencias provocadas por el enfrentamiento de Lahad Datu de 2013, en el que el año Las celebraciones se observaron como una señal de homenaje y respeto a las bajas de la incursión (tanto personal como civiles) además de cumplir un hito de 50 años desde la creación del país el 16 de septiembre de 1963.
Junto con las celebraciones del 55.° aniversario en 2018 bajo el nuevo pero efímero gobierno de Pakatan Harapan (PH), el primer ministro Mahathir Mohamad prometió brindar y restaurar la autonomía de Sabah y Sarawak de acuerdo con el Acuerdo original de Malasia, cambiando "su estatus de meramente un estado, a gobiernos que conforman verdaderamente los estados malayos".
Dos años más tarde, en 2020 (solo una década después de que la celebración se anunciara como un día festivo adicional), el primer ministro Muhyiddin Yassin del Perikatan Nasional - Gabungan Parti Sarawak - Barisan Nasional - United Sabah Party actual gobernante y el regreso del gobierno de unidad de la coalición hicieron un gobierno de unidad haciendo la misma promesa.

## Otras observaciones
El 16 de septiembre también es el Día de las Fuerzas Armadas de Malasia, el cual fue el mismo día en que se estableció, 30 años antes de la Formación de Malasia durante la era colonial británica en el año 1933.

## En la cultura popular
'Malaysia por siempre' fue una canción compuesta por Bobby Gimby para celebrar la Formación de Malasia el 16 de septiembre de 1963. Bobby Gimby recibió el apodo de "El flautista de Hamelín de Canadá" después de que el primer ministro apodara a Gimby como "el flautista de Hamelín de Canadá". La canción fue grabada en Kuala Lumpur y Singapur. Es una canción popular con una duración de 2 minutos cantada por el Coro de la Escuela Vocacional Marymount (Singapur). En los días previos a la confederación, se enseñó a niños escolares y se convirtió en un éxito instantáneo cuando se transmitió por ondas aéreas en toda Malasia.